# Église Santa Maria del Faro
L'église Santa Maria del Faro (Sainte-Marie-du-Phare) est une église baroque de Naples, située dans le quartier du Pausilippe et le petit port de Marechiaro.

## Histoire et description
L'église est déjà documentée au XIIIe siècle. Elle est remaniée au XVIIIe siècle par Ferdinando Sanfelice, à la commande de la famille Mazza à Naples.
L'édifice baroque possède une nef unique et des chapelles qui conservent des petits éléments de décor de l'époque romaine, comme par exemple deux sarcophages romains portant les armes de la famille Mazza, ainsi que des restes du Pausylipon, villa romaine que la tradition situe à l'emplacement de l'antique phare de Neapolis.

## Source de la traduction
- (it) Cet article est partiellement ou en totalité issu de l’article de Wikipédia en italien intitulé « Chiesa di Santa Maria del Faro » (voir la liste des auteurs).